# Kanton Malaucène
Kanton Malaucène (fr. Canton de Malaucène) je francouzský kanton v departementu Vaucluse v regionu Provence-Alpes-Côte d'Azur. Tvoří ho sedm obcí.

## Obce kantonu
- Le Barroux
- Beaumont-du-Ventoux
- Brantes
- Entrechaux
- Malaucène
- Saint-Léger-du-Ventoux
- Savoillan